# Gefion
 For alternative betydninger, se Gefion (flertydig). (Se også artikler, som begynder med Gefion)
Gefion (norrønt: Gefjon eller Gefjun) er en nordisk gudinde. Ifølge den eneste kendte væsentlige myte, som hun optræder i, udpløjede hun Sjælland fra Sverige og efterlod søen Mälaren. Hun var associeret med jomfruelighed, og optræder som en af gudinden Friggs terner. Hun har formentlig været en frugtbarhedsgudinde, som måske i særlig grad har været knyttet til Danmark.

## Etymologi
Navnet Gefions etymologi har længe været omstridt. I moderne tid er forleddet Gef- blevet knyttet til det lignende ord Gef- i navnet Gevn (norrønt: Gefn), der er et af de mange alternative navne for gudinden Freja. Dette navn betyder "hende, der giver (velstand/glæde/frugtbarhed)."  Forbindelsen mellem de to navne, har betydet, at betydningen af Gefions navn normalt tolkes til "den givende". Navnene Gefion og Gevn er også blevet forbundet med de ældre germanske gudindepar Alagabiae eller Ollogabiae.
Albert Murey Sturtevant har peget på, at det eneste andet kvindenavn i den islandske litteratur med suffikset -un/-on er Njǫr-un, som optræder i Nafnaþulur. Han foreslår, at prefikset Njǫr- kan være beslægtet med *ner- ´som i *Ner-þuz, som igen er beslægtet med Njord (norrønt: Njǫrðr). På den baggrund mener han, at de to navne med forskellige suffikser Gef-n og Gef-(j)un, er to udgaver af samme navn.
Et finsk ord for "brudekjole" kan være afledt af Gefions navn.

## Gefion i mytologien
Den eneste myte, hvor Gefion har en central rolle, er historien om hvordan hun løsrev Sjælland fra Sverige. Myten kendes i to udgaver. Den ene findes i Gylfaginning i Yngre Edda, den anden i Ynglingesaga. De blev begge nedskrevet i begyndelsen af 13. århundrede. I Heimskringla fortælles, at Odin sendte Gefion over Øresund efter mere land. Hun kom til sveakongen Gylfe, som gav hende plovland. Så tog hun til jotnernes land, hvor hun fik fire sønner med en jotun. Dem omskabte hun til okser, spændte dem for ploven, og trak landet ud i havet mod vest, lige ud for Odins ø (Odense eller Fyn). Det blev kaldt Sjælland, og her bosatte hun sig i Lejre med sin mand, Odins søn Skjold. Hullet hun efterlod i Sverige, blev kaldt Lågen (et gammelt navn for Mälaren). Lågens fjordarme tilsvarede lige Sjællands næs. Odin bosatte sig ved Lågen, hvor det nu kaldes Gamle Sigtuna. Dér rejste han et stort hov og skænkede sine hovpræster gårde: Njord fik Noatun, Frej fik Uppsala, Tor fik Trudvang, og Balder Breidablik.
I Edda fik Gefion som morgengave af sin brudgom, sveakongen Gylfe, ret til al den jord hun kunne nå at udpløje fra hans land i løbet af én dag. Til at hjælpe sig avlede hun fire sønner med en jætte, som hun forvandlede til okser. Med sønnerne som trækdyr lykkedes det hende at pløje landet (Sjælland) ud i havet mellem Fyn og Skåne. I udgaven fra "Ynglingesaga" var hun ikke blot ophav til Sjælland, men blev også stammoder til Skjoldungerne, da hun giftede sig med sagnkongen Skjold.
I Gylfaginning fortælles det også, at Gefion deltog i havjætten Ægirs gilde på Hlesey (Læsø), der var ramme for digtet "Lokasenna". I dette digt skændes Loke efter tur med guderne. Gefion bryder ind for at komme Idun til undsætning, da hun spørger hvorfor Loke bringer en så negativ stemning med sig. Loke svarer, at Gefion kastede sig i en mands favn for at få et smykke. Odin bryder ind ved at advare Loke mod at lægge sig ud med Gefion, da hun kender skæbnen lige så godt som ham selv:
| Gefjun kvað: 19. "Hví it æsir tveir skuluð inni hér sáryrðum sakask? Loftki þat veit, at hann leikinn er ok hann fjörg öll fía." Loki kvað: 20. "Þegi þú, Gefjun, þess mun ek nú geta, er þik glapði at geði sveinn inn hvíti, er þér sigli gaf ok þú lagðir lær yfir." Óðinn kvað: 21. "Ærr ertu, Loki, ok örviti, er þú fær þér Gefjun at gremi, því at aldar örlög hygg ek, at hon öll of viti jafngörla sem ek." | Gevjon. 19. Hvi vil to Aser i Hal her inde skændes med sårende Ord? Ej véd Loft, at legen blir ham hård; ham hade alle Guder. Loke. 20. Ti du, Gevjon! Derom vil jeg tale, hvordan til Lyst dig lokked den hvide Svend, da han Smykket dig gav; han lå nok fast i din Favn. Odin. 21. Vild er du, Loke! og uden Vid, om Gevjons Vrede du vækker. thi Slægters Skæbne tilfulde jeg tror hun skönner så sikkert, som jeg selv. |

I andre tekster, der bygger på eller er oversættelser af latinske tekster, bruges Gefions navn til at oversætte de græsk-romerske gudinder Diana og Artemis.

## Teorier

### Ligheder med Freja
Gefions funktion som gudinde fremgår ikke klart af det overleverede kildemateriale, men bl.a. Gro Steinsland har foreslået, at hun kan have fungeret som en form for frugtbarhedsgudinde. Ann-Mari Näsström går et skridt videre, og tolker hende som et aspekt af Freja. Denne tolkning bygger hun på de mange træk de har tilfælles, herunder Frejas tilnavn Gevn. Anne Holtsmark peger dog på, at Gefion i ældre tekster konsekvent oversættes til den romerske gudinde Diana, hvorimod Freja oversættes til Venus. Dermed mener hun, at man i senhedensk tid har opfattet dem som to forskellige gudinder. Holtsmark mener alligevel, at Gefion er en inkarnation af Freja, og at udskilningen mellem dem er af sen dato. Rudolf Simek mener dog, at selvom Gefion ikke nødvendigvis blev opfattet som identisk med Freja, vil han alligevel karakterisere hende som en af flere frugtbarheds- og værneguder. Han mener at alene hendes navn, som han oversætter til "den givende", er tilstrækkeligt grundlag for den tolkning.

### Pløjning, folklore og frugtbarhed
Et tilbagevende tema i flere europæiske legender og folkesagn består i, at en mand eller hyppigere en kvinde får til opgave at tilegne sig så meget land, som vedkommende kan komme omkring i løbet af et givet tidsrum. Dette motiv kendes bl.a. fra Livius' romerske historie (1. århundrede f.v.t.), fra den græske historiker Herodot (5. århundrede f.v.t.), fra flere nordeuropæiske sagn, heriblandt seks jyske og et tysk, hvor der bruges en plov i lighed med Livius’ fortælling. I andre historier bliver der i reglen gået eller redet.
Hilda Ellis Davidson mener, at Gefion har været en frugtbarhedsgudinde særligt knyttet til pløjning. Hun mener, at gudindens vigtigste funktion har været, at give lykke og velstand til et landområde ved at pløje rundt om det. Men overordnet set har hun indgået i et kultkompleks, der både omfattede frugtbarhed associeret med land og vand. Som støtte for sin teori peger hun på at nogle af de overleverede folkloristiske traditioner, der er blevet indsamlet fra middelalderen og helt op til 19. århundrede i Nord- og Østeuropa, med stor sandsynlighed er levn til den hedenske dyrkelse af Gefion. Hun fremhæver bl.a. en historie fra Island, hvori der optræder en kvindelig nybygger, hvis mand døde på overfarten til det nye land. Hun tilegner sig retten til sin jord ved at drive en ung ko rundt om det. Davidson bemærker, at det fremgår af Landnámabók som en accepteret måde for en kvinde at kunne få retten til jord på. Hun foreslår, at skikken bygger på, at kvinder ikke kunne eje mere land, end de kunne nå omkring mellem solopgang og solnedgang på en forårsdag. Men Davidson mener også, at dette mere virker som et ritual i forbindelse med overdragelse af jord, end som en juridisk fremgangsmåde. En parallel kunne være den skik, at en mand slog ild, når han overtog et stykke land. Hun mener, at det er muligt, at dette ritual er knyttet til Gefion i en rolle som frugtbarhedsgudinde.
Davidson fremhæver også yngre traditioner; fx en skik fra Rusland, hvor kvinder med løsnet og iklædt hvidt i samlet flok trak en plov tre gange rundt om landsbyen, når der var alvorlige sygdomsudbrud. I England og Danmark kendes der flere lokale traditioner i forbindelse med forårssåningen; fx Plough Monday (= plovmandag) i det østlige England, hvor grupper af unge mænd den første arbejdsdag efter julen, dannede et optog og trak en plov fra hus til hus. Davidson mener, at Gefion med sine omskabte sønner udgør en passende skytsgudinde i denne type ceremonier. Davidson peger på, at der i de germanske områder af Europa er overleveret mange traditioner om overnaturlige kvinder, der rejser gennem landet med en plov. Hun går under forskellige navne, fx Holde og Holle (Vest- og Centraltyskland) og Perchta/Perchte/Berchte i Sydtyskland, Østrig og Schweiz. Davidson forklarer, at disse fortællinger kan være levn til før-kristne traditioner om at frugtbarhedsgudinden rejste rundt for at velsigne landet, ledsaget af små børn. Disse børn er blevet tolket forskelligt; fx som dem, der var døde inden de var blevet døbt, børn, der var blevet erstattet af skiftinger eller de endnu ufødte børns sjæle. Ifølge flere beretninger bliver den, som hjælper kvinden, hvis ploven går i stykker, rigeligt belønnet.
Davidson mener, at der kan findes paralleller i ikke-germanske traditioner, fx nogle af de forestillinger, som knytter sig til den keltiske gudinde, Damen i søen fra Wales.

### Jomfrugudinde
I de tekster, hvor de nordiske guder sammenlignes med klassiske guder, bliver Gefion normalt sammenlignet med Diana og Artemis, der begge var jomfruer. I Gylfaginning fra Yngre Edda omtales hun ikke blot som en mø, men det fortælles også, at alle, der dør som møer, skal tjene hende. Men denne status modsiges af andre kilder, fx fremgår det af Heimskringla, at Gefion giftede sig med sagnkongen Skjold, og i Lokasenna bliver hun af Loke beskyldt for at have haft adskillige elskere. John Lindow mener at denne modsigelse skyldes tilføjelse i en senere udgave af værket. Det bygger han på, at historien om Gefion og Gylfe mangler i en udgave af teksten, og at den ikke var en del af Snorre Sturlasons oprindelige udgave. Lindow skriver endvidere, at hvis det var en senere tilføjelse, så var denne forfatter enten ikke klar over associationen mellem Gefion og Diana, eller også fremstillede han med overlæg den hedenske gudinde som en skøge. Lindow peger dog også på, at Lokes beskyldninger mod Gefion tyder på at forestillingerne om Gefions seksuelle aktiviteter var udbredte. Gro Steinsland mener, at hun trods beskyldningerne tilsyneladende var en form for jomfrugud pga. sammenlignerne med Artemis og Diana. Rudolf Simek mener, at Lokasenna er forfattet efter religionsskiftet, og at dets indhold er så præget af stereotyper, det ikke kan fortælle meget om før-kristne forestillinger.

### Mulige paralleller
Fem potentielle omtaler af Gefion i det angelsaksiske digt Beowulf kan være tegn på en forbindelse mellem Gefion and Grendels moder. Frank Battaglia omtaler line 49, linje 362, linje 515, linje 1394 og linje 1690 som "Gefion-passagerne". Han foreslår, at Beowulfs kamp skal tolkes som kampen mod den hedenske jordgudinde. Han bygger det på, at Gefion, som af Battaglia karakteriseres som dansk chthonisk guddom, tilsyneladende omtales i de fem passager. Battaglia mener, at digtet afspejler en ny samfundsorden, hvor patrilinære slægtsskabsforhold afløste matrilinære, og at kampen om Heorot symboliserer konsolideringen af et nyt samfundshierarki. En af Battaglias hovedpointer er, at brugen af glosen gēafon, der bruges i linje 49, ikke kunne bruges foran et anglo-dansk publikum uden at minde dem om Gefions sorg over tabet af Skjold.

## Moderne indflydelse
Gefion optræder på en prominent plads som den allegoriske mor for Norge, Sverige og Danmark i det svenske romantiske digt Gefion, skaldedikt i fyra sånger af Eleonora Charlotta d'Albedyhll (1770-1835). I 1908 blev et springvand skabt af Anders Bundgaard, afsløret i København. Det forestillede gudinden, der med sine fire sønner som forspand pløjede Sjælland ud af Sverige. Gefion-familien er en asteroidegruppe, der bl.a. omfatter 1272 Gefion (opdaget i 1931 af Karl Wilhelm Reinmuth).